# Fondation Alexandra David-Néel

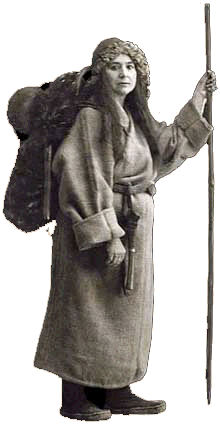
Alexandra David-Néel en mendiante tibétaine. Photo prise en studio à Calcutta (Inde)

Pour les articles homonymes, voir David.
Ne doit pas être confondu avec Maison d'Alexandra David-Néel.
L'association Alexandra David-Néel est une association française loi de 1901 située sur le territoire de la commune de Digne-les-Bains, dans les Alpes-de-Haute-Provence en région Provence-Alpes-Côte d'Azur.

## Historique
En 1928, l’exploratrice et voyageuse Alexandra David-Néel achète, à Digne-les-Bains dans les Basses-Alpes (aujourd’hui Alpes-de-Haute-Provence), une propriété qu’elle nomme en tibétain Samten Dzong, « Forteresse de la méditation ».
Avant de mourir, en 1969, à presque 101 ans, elle fait don à la municipalité de sa maison. Ses possessions toutefois sont divisées : sa bibliothèque de livres tibétains va au musée Guimet, où l’exploratrice a étudié dans sa jeunesse. Une partie de sa collection d’objets d’art et de livres philosophiques est donnée au musée de l'Homme. Marie-Madeleine Peyronnet, sa secrétaire durant les dix dernières années de sa vie, reçoit en héritage le droit de vivre dans la maison jusqu'à son décès.
En 1977, huit ans après le décès d’Alexandra David-Néel, la municipalité dignoise, son héritière universelle, décide de créer une association chargée de faire connaître Alexandra David-Néel auprès du grand public, de promouvoir son œuvre,...
Jusqu’à son décès en 2023, Marie-Madeleine Peyronnet sera un membre de l'association Alexandra David-Néel. Elle dirige la maison-musée Samten Dzong en tant que chef de service municipal jusqu'en 1995 date officiel de sa retraite. Franck Tréguier lui succède à ce poste pendant une 20nes d'années,.
La maison est inscrite à l’inventaire supplémentaire des monuments historiques en 1996 et le label « maison des illustres » lui est  décerné par le ministère de la Culture.
En octobre 2015, la municipalité décide de reprendre la gérance de son legs. Une séparation s'opère entre association et municipalité, redonnant à la ville la capacité de reprendre en main les collections dont elle a hérité.

## Maison et musée
Dans la partie initiale de la maison, on trouve au rez-de-chaussée une pièce tibétaine qu'Alexandra David-Néel avait aménagée en un petit musée asiatique, et à l'étage la minuscule chambre que l'exploratrice appelait son « trou » et le bureau où elle écrivit une grande partie de son œuvre littéraire.
Le musée abrite une collection de photographies noir et blanc prises par l’exploratrice lors de ses voyages et une salle tibétaine.
Un espace consacré au Lama Yongden, le fils adoptif d’Alexandra David-Néel, a été créé en 2009.

## Divers
Il existait aussi une association, « Alexandra David-Néel parrainage », qui parrainait des Tibétains en exil : enfants, étudiants, moines et aussi personnes âgées. Les « filleuls » habitaient dans différents États de l'Inde, notamment à Dharamsala en Inde du nord. Elle était en relation avec le Tibetan Children's Villages (« Villages d'enfants tibétains »). Ce parrainage s’est achevé fin 2009 et a été transféré en 2010 à l'association Aide à l'enfance tibétaine.
Un monument en bronze représentant les deux lions des neiges, emblème du Tibet, a été inauguré en l’an 2000 sur le site de la Maison, « à la mémoire des un million deux cent mille Tibétains tombés depuis l’invasion chinoise de 1950 ».[Passage problématique]